# Fredrik Karlsson (fotbollsspelare)
Fredrik Karlsson, född 8 maj 1986, är en svensk före detta fotbollsspelare.

## Biografi
Karlsson började sin spelarkarriär i moderklubben Staffanstorps GIF och gick därifrån vidare till Lunds BK innan han säsongen 2010 skrev på för Landskrona BoIS. Samma säsong i Superettan blev han lagets bäste målskytt med 12 mål. Året därpå råkade han ut för en hjärnskakning endast fem matcher in på säsongen och var borta från spel under hela Superettan 2011. 
Karlsson gjorde comeback säsongen därpå, spelandes med en hjälm som skydd för huvudet, och stod för fyra mål och fyra assist. Inför säsongen 2013 förlängde han sitt kontrakt med Landskrona BoIS med två år.
I december 2014 skrev han på ett tvåårskontrakt för Ängelholms FF. I mars 2017 värvades Karlsson av division 2-klubben Lunds BK. Efter säsongen 2017 avslutade han karriären.

## Meriter
- Vinnare av Landskrona BoIS interna skytteliga 2010 och 2013
- Årets BoISare 2010 och 2012